# In the Wake of Determination
In the Wake of Determination es el segundo álbum de estudio de la banda estadounidense Story of the Year, lanzado el 11 de octubre de 2005. El primer sencillo fue "We Don't Care Anymore", seguido de "Our Time is Now" y " Take Me Back". El sonido del disco es mucho más pesado que en su álbum anterior Page Avenue, debido al cambio de productor, ya que quisieron obtener "un sonido verdadero". Aunque no tuvo la misma recepción que su álbum anterior, In the Wake of Determination alcanzó el puesto #19 en el Billboard 200.

## Lista de canciones
1. "We Don't Care Anymore" - 3:31
2. "Take Me Back" - 4:07
3. "Our Time Is Now" - 4:08
4. "Taste the Poison" - 3:44
5. "Stereo" - 3:31
6. "Five Against the World" - 3:13
7. "Sleep" - 4:13
8. "Meathead" - 2:25
9. "March of the Dead" - 3:49
10. "Sue Your Friends, Pay Your Enemy" - 3:09
11. "Wake Up the Voiceless" - 4:18
12. "'Is This My Fate,' He Asked Them" - 5:00 + 0:15 silence
13. "Silent Murder / Slow Jam" (Hidden track) - 2:36

Pistas adicionales
1. "Long Empty Road" - 2:36
2. "Unheard Voice" (iTunes Bonus Track) - 3:11